# Margaret Hill
Der Margaret Hill ist ein 1874 m hoher Berg im ostantarktischen Viktorialand. In der Royal Society Range ragt er 8 km östlich des Mount Rucker im Rucker Ridge auf. 
Das New Zealand Antarctic Place-Names Committee benannte ihn 1999 nach Margaret Clark (verheiratete Bradshaw), Geologin des New Zealand Geological Survey in diesem Gebiet zwischen 1977 und 1978.